# Grad Brdo - Preddvor
Grad Brdo - Preddvor este o arie protejată (arie specială de conservare — SAC, sit de importanță comunitară — SCI) din Slovenia întinsă pe o suprafață de 582,16 ha, integral pe uscat.

## Localizare
Centrul sitului Grad Brdo - Preddvor este situat la coordonatele 46°17′09″N 14°24′01″E / 46.2857°N 14.4002°E.

## Înființare
Situl Grad Brdo - Preddvor a fost declarat sit de importanță comunitară în aprilie 2004 pentru a proteja 5 specii de animale. Situl a fost protejat și ca arie specială de conservare în februarie 2012.

## Biodiversitate
Situată în ecoregiunea continentală, aria protejată nu include niciun habitat protejat.
La baza desemnării sitului se află mai multe specii protejate:
- mamifere (1): liliacul mic cu potcoavă (Rhinolophus hipposideros)
- nevertebrate (4): Austropotamobius torrentium, fluturele-tigru (Callimorpha quadripunctaria), fluturele purpuriu (Lycaena dispar), Vertigo angustior